# أولاد عيسى (السهول)
أولاد عيسى هي إحدى مشيخات المملكة المغربية، تتبع جغرافيا لعمالة سلا وإداريًا لجماعة السهول. يقدر عدد سكانها بـ 34551 نسمة حسب الإحصاء الرسمي للسكان والسكنى لسنة 2004.